# 스플라이스
스플라이스(Splyce, 이전 팀 이름: Follow eSports(팔로우 e스포츠))는 프로 비디오 게이밍 e스포츠 단체이자, e스포츠 방송 검색 서비스로 "e스포츠의 TV 가이드"를 표방한다. 콜 오브 듀티, 카운터 스트라이크: 글로벌 오펜시브, 리그 오브 레전드, 하스스톤, 월드 오브 워크래프트 팀을 보유하고 있다. 2015년 11월 팀을 리브랜딩한다는 내용을 발표했다. 2015년 11월 3일, 리그 오브 레전드 챔피언십 시리즈 유럽에 진출한 디그니타스 EU 리그 오브 레전드를 약 백만 달러에 인수하였다.